# Ma'azuza Malika
Ma'azuza Malika, död efter 1727, var en av hustrurna till sultan Ismail av Marocko (regent 1672-1727).
Hon gifte sig med Ismail 1695. Hon blev mor till sultan Moulay Abdelmalik. 
År 1727 noterade John Braithwaite att hon inte längre hade sultanens gunst. Hon förmodas ha varit den av hans hustrur som var otrogen mot honom och mötte Sidi Abdallah ould Rasga, en av sändebuden från Adrar, i hemlighet. 
Sultan Ismail avled 1727, och året därpå blev hennes son sultan.